# 雪灵芝
雪灵芝（学名：Arenaria brevipetala）为石竹科无心菜属的植物，是中国的特有植物。分布在中国大陆的西藏、四川、青海等地，生长于海拔3,400米至4,600米的地区，多生在高山草甸以及碎石带，目前尚未由人工引种栽培。

## 别名
短瓣雪灵芝（植物分类学报）